# А если это любовь?
«А если это любовь?» (ранний вариант названия — «Как это могло случиться?») — советский художественный фильм 1961 года режиссёра Юлия Райзмана.
Дебют в кино актёров Александры Назаровой, Андрея Миронова и Евгения Жарикова. Фильм вызвал дискуссию в прессе и идеологических инстанциях.

## Сюжет
Фильм о драматичной любви подростков — учеников десятого класса Ксении Завьяловой (Жанна Прохоренко) и Бориса Рамзина (Игорь Пушкарёв).
Учительница немецкого языка на уроке отбирает письмо у ученицы, которая нашла его на полу. Будучи очень строгих нравов, учительница сначала несёт письмо к директору, а затем поручает одной из учениц класса узнать, кем оно было написано. В ходе последующих событий обнаруживается, что письмо было написано учеником этого класса Борисом Рамзиным к своей однокласснице и соседке по парте Ксении Завьяловой. Напуганная таким разоблачением, Ксения не решается идти на следующий день в школу. Видя её нерешительность и смятение, Борис предлагает прогулять уроки и вместе пойти в лес. В лесу они попадают под дождь и находят укрытие в старой полуразвалившейся церкви. Там они впервые говорят о своём чувстве вслух, ведь раньше велась только переписка. Тем временем дома у Ксении переполох: она не приходит вовремя из школы, а её младшая сестрёнка прилюдно во дворе дома говорит, как её подружка видела Ксению уходящей в лес в компании мальчика. Мать Ксении приходит в бешенство от недвусмысленных насмешек женщин на улице и, когда Ксения возвращается домой, при всех бьёт её по лицу. На следующий день влюблённых ждёт объяснение в кабинете директора. В результате всех событий Ксения тяжело переживает и замыкается в себе. Ей страшно выходить из дома, её переживания перерастают в мнительность, когда все окружающие кажутся ей насмехающимися над ней. Борис же проявляет мужество и не боится насмешек, ведь любовь — это не преступление. Одноклассники ребят с пониманием и сочувствием относятся к ним, учителя и другие взрослые расходятся во взглядах: некоторые видят в их отношениях нарушение приличий и подрыв «моральных устоев», некоторые — светлое чувство, в которое не нужно вмешиваться, особенно так бесцеремонно. Раскаявшаяся в своём поведении мать Ксении в разговоре с дочерью даёт ей понять, что у мужчин «одно на уме» и поэтому ей не стоит верить Борису. Девушка разрывается противоречиями, что сказывается на её поведении: она тянется к Борису и одновременно соглашается, что он должен уехать. Доведённая до отчаяния, она пытается отравиться, о чём одноклассники узнают от одной из учениц на уроке немецкого языка. В финальном эпизоде герои фильма встречаются через несколько месяцев. Ксения была в больнице, а Борис уезжал с отцом в экспедицию. Борис по-прежнему любит девушку, но её чувства кажутся подорванными в результате пережитой душевной травмы. Ксения сообщает Борису, что уедет учиться в Новосибирск. Борис предлагает поехать вместе с ней, но реакция Ксении неоднозначна. Борис смотрит вслед удаляющейся девушке.

## В ролях
- Жанна Прохоренко — Ксения Завьялова
- Игорь Пушкарёв — Борис Рамзин
- Александра Назарова — Надя Брагина
- Нина Шорина — Рита Кабалкина
- Юлия Цоглин — Наташа Смирнова
- Наталья Батырева — Лариса
- Андрей Миронов — Пётр
- Евгений Жариков — Сергей
- Анатолий Голик — Игорь
- Геннадий Юденич — Женька
- Надежда Федосова — Татьяна Максимовна, мать Ксени
- Ольга Шахова — Прасковья Ивановна, бабушка Ксени
- Лена Шкаликова — Таня, сестрёнка Ксени
- Анна Павлова — Софья Ивановна, мать Бориса
- Виктор Хохряков — Павел Афанасьевич, отец Бориса
- Мария Андрианова — баба с тазом
- Мария Дурасова — Анастасия Григорьевна, директор школы
- Анастасия Георгиевская — Марья Павловна, учительница немецкого языка
- Нина Белобородова — Людмила Николаевна, классный руководитель
- Евгений Быкадоров — Торопов
- Владимир Колчин — Сергей Сергеевич
- Степан Борисов — Сергей Петрович

## Съёмочная группа
- Режиссёр — Райзман, Юлий Яковлевич
- Сценаристы: Ольшанский, Иосиф Григорьевич, Руднева, Нина Исаевна, Юлий Райзман
- Оператор — Александр Харитонов
- Композитор — Щедрин, Родион Константинович